# Веньшань-Мяо-Чжуанська автономна префектура
23°22′34″ пн. ш. 104°14′02″ сх. д. / 23.37615° пн. ш. 104.23376° сх. д.
Веньшань-Мяо-Чжуанська автономна префектура (кит.: 文山壮族苗族自治州; чжуан. Vwnzsanh Bouxcuengh Myauzcuz Swcicouh) — адміністративна одиниця другого рівня у складі провінції Юньнань, КНР. Центр префектури і найбільше місто — Веньшань.
Префектура межує з Гуансі-Чжуанським автономним районом (на сході) та В'єтнамом (провінції Хазянг та Лаокай на півдні і південному заході відповідно).

## Адміністративний поділ
Префектура поділяється на 1 місто та 7 повітів:
| Карта                                                      | Карта    | Карта    | Карта            |
| ---------------------------------------------------------- | -------- | -------- | ---------------- |
| Веньшань Гуаннань Магуань Маліпо Січоу Фунін Цюбей Яньшань |          |          |                  |
| Статус                                                     | Назва    | Оригінал | Населення (2020) |
| Місто                                                      | Веньшань | 文山市   | 623 772          |
| Повіт                                                      | Гуаннань | 广南县   | 771 948          |
| Повіт                                                      | Магуань  | 马关县   | 318 704          |
| Повіт                                                      | Маліпо   | 麻栗坡县 | 243 587          |
| Повіт                                                      | Січоу    | 西畴县   | 203 630          |
| Повіт                                                      | Фунін    | 富宁县   | 396 818          |
| Повіт                                                      | Цюбей    | 丘北县   | 468 172          |
| Повіт                                                      | Яньшань  | 砚山县   | 476 587          |